# 韓玄
韓 玄（かん げん、生没年不詳）は、中国後漢時代末期の政治家・武将。

## 正史の事跡
『三国志』によれば、韓玄は208年に曹操が荊州を制圧したときの長沙太守であり、209年に劉備が荊州南部に侵攻した時も長沙太守で金旋・劉度・趙範らと共に降伏した。これ以外の記述はないので、以降の韓玄の動向は生死を含めて不明である。一方で、韓玄の指揮下にあった黄忠は、その後、劉備陣営の武将として活躍した。

## 三国志演義での韓玄
小説『三国志演義』では、生まれつき気が短く妄りに人を殺すので、恨みを買う人物として描写されている。また、魏に仕えた韓浩の兄と設定されている。
荊州平定をめざす劉備軍の関羽が長沙に攻め寄せて来ると、韓玄はこれに抵抗するため、部将の黄忠らに迎撃を命じる。しかし、黄忠と関羽の一騎討ちでのやり取り（詳細は「黄忠#三国志演義での活躍」を参照）を目撃した韓玄は、黄忠が関羽と内通しているのではないかと猜疑する。このため、ついに韓玄は黄忠を処刑しようとしたが、その直前に客将の魏延が黄忠を救おうと民衆を煽動して反乱を起こしたため、逆に韓玄が殺害されてしまうことになっている。その後、韓玄の遺体は黄忠により長沙城外に手厚く葬られている。
なお、横山光輝の『三国志』では、悪代官風の姿で登場し、暴政を振るっていたように描かれている。

## 墓と神格化
『中国文物地図集湖南分冊』によれば、長沙市天心区の長郡中学校の体育場敷地内に韓玄の墓が残る。現在は2.4m×1.7mのレンガで囲まれた塚のみで、1983年に「漢忠臣韓玄之墓」との墓碑が建てられた。但し韓玄を忠臣とする根拠は明らかでない。省級文物保護単位。
清の汪応銓が著した『閑緑斎文稿』の「韓玄墓記」によれば、清代には、韓玄は怨霊で怪異をなすと考えられ、祟り神として祀るため、役所により社が建てられ墓守も置かれていた。また、『蕉廊脞録』によると、祁寯藻が長沙にいたころには、神である韓玄が植えた木と使っていた鉄の大鍋とされるものが、霊験のある遺物として伝わっていた。
いずれにせよ、これらが引用する口伝（野史）は、『三国演義』と同様に、長沙が落城して韓玄が戦死し当地へ葬られたことが前提となっている。そのためか「韓玄墓記」では、『三国志』の「先主伝」にある劉備への降伏と矛盾しないように、韓玄が死亡したのは、215年に呂蒙が長沙を含む3郡を襲撃し長沙太守の廖立が逃亡した、いわゆる「奄襲南三郡」の結果だとしている。

## 配下
| - 黄忠 |

『三国志演義』でのみの配下
- 魏延
- 楊齢